# Ivan Graziani
Ivan Graziani (* 6. Oktober 1945 in Teramo; † 1. Januar 1997 in Novafeltria, Provinz Rimini) war ein italienischer Cantautore und Rockgitarrist.

## Karriere
Ivan Graziani war der Sohn einer sardischen Mutter und eines abruzzischen Vaters. Schon früh interessierte er sich für Musik und nach ersten Versuchen am Schlagzeug wandte er sich der Gitarre zu. Der in Teramo populäre Bandleader Nino Dale entdeckte den jungen Gitarristen und nahm ihn 1960 in seine Gruppe auf, mit der Graziani auch im Ausland auftreten konnte. Danach studierte der Musiker Grafik an der Kunsthochschule in Urbino und gründete nach dem Abschluss die Beatband Anonima Sound, die 1967 ihre erste Single Fuori piove veröffentlichte. Die Band tat sich jedoch schwer und landete mit der Debütsingle auf dem letzten Platz des Wettbewerbs Cantagiro. 1969 wurde die Band bei Mogols Plattenfirma Numero Uno unter Vertrag genommen, doch der große Erfolg blieb aus und Graziani beschloss bald, eine Solokarriere zu beginnen.
Erste Musik nahm Graziani in Eigenproduktion auf. 1973 legte er mit Desperation zuerst ein Album mit englischsprachigem Rock ’n’ Roll (unter dem Pseudonym Rockleberry Roll) vor, dann das von den Cantautori inspirierte Album La città che io vorrei. Während seine eigene Musik weitgehend unbeachtet blieb, war Graziani bei Numero Uno bald ein gefragter Studio- und Livemusiker, etwa für Lucio Battisti, Premiata Forneria Marconi oder Antonello Venditti. Seine nächsten eigenen Alben Ballata per 4 stagioni (1975) und I lupi (1977) verhalfen Graziani endlich zu mehr Anerkennung. Das Lied Lugano addio aus I lupi machte den Musiker bei einem breiten Publikum bekannt und wurde ein Klassiker seines Repertoires.
Mit dem Album Pigro (1978) übertraf Graziani den Erfolg des Vorgängers und leitete eine Reihe ähnlich erfolgreicher Alben ein. Er kombinierte Rock und melodiöse Lieder und verarbeitete sozialkritische Satire und literarische Einflüsse (insbesondere von Gabriele D’Annunzio). Kennzeichnend für Grazianis Musik war auch sein auffälliger Falsettgesang. Bekannte Lieder aus dieser Phase waren Agnese (1969, ein Cover von A Groovy Kind of Love) und Firenze (Canzone triste) (1980), das für den Musiker der größte Charterfolg seiner Karriere wurde. 1980 arbeitete er für eine Q disc und eine Tournee mit Ron und Goran Kuzminac zusammen. Doch im weiteren Verlauf der 80er-Jahre musste Graziani mehrere Misserfolge hinnehmen: Seine nächsten Alben blieben unter den Erwartungen und seine Teilnahme am Sanremo-Festival 1985 mit Franca ti amo blieb völlig unbeachtet.
Schließlich verließ Graziani Numero Uno und legte 1988 den Roman Arcipelago Chieti vor, in dem er Erfahrungen aus seinem Militärdienst verarbeitete. 1989 begann er mit dem Album Ivangarage bei Carosello Records eine neue Phase seiner Karriere. Mit dem Lied Maledette malelingue erreichte er beim Sanremo-Festival 1994 den siebten Platz und erstmals wieder Aufmerksamkeit bei einem größeren Publikum. Das Lied fand Eingang ins Album Malelingue. 1995 nahm Renato Zero zusammen mit Graziani das Lied La Nutella di tua sorella auf, außerdem veröffentlichte Graziani das Livealbum Fragili fiori… livan, das seine Karriere beschließen sollte: Im Alter von 51 Jahren starb der Musiker am 1. Januar 1997 an einer Krebserkrankung.
Mit Per sempre Ivan erschien 1999 das erste postume Album, mit unveröffentlichten Liedern Grazianis und Gesangsbeiträgen von Renato Zero, Antonello Venditti, Biagio Antonacci und Umberto Tozzi. Weitere postume Veröffentlichungen folgten, etwa Firenze-Lugano no stop (2004) oder Rock e ballate per quattro stagioni (2017).

## Diskografie

### Studioalben
| Jahr                        | Titel Musiklabel                         | Höchstplatzierung, Gesamtwochen, AuszeichnungChartsChartplatzierungen (Jahr, Titel, Musiklabel, Platzierungen, Wochen, Auszeichnungen, Anmerkungen) | Anmerkungen                                                             |
| Jahr                        | Titel Musiklabel                         | IT | Anmerkungen                                                             |
| --------------------------- | ---------------------------------------- | --- | ----------------------------------------------------------------------- |
| 1978                        | Pigro Numero Uno                         | IT17 (13 Wo.)IT |                                                                         |
| 1979                        | Agnese dolce Agnese Numero Uno           | IT13 (11 Wo.)IT |                                                                         |
| 1980                        | Viaggi e intemperie Numero Uno           | IT15 (18 Wo.)IT |                                                                         |
| 1981                        | Seni e coseni Numero Uno                 | IT15 (14 Wo.)IT |                                                                         |
| 1984                        | Nove Numero Uno                          | IT15 (4 Wo.)IT |                                                                         |
| 1999                        | Per sempre Ivan Fonòpoli                 | IT38 (1 Wo.)IT |                                                                         |
| Posthume Veröffentlichungen |                                          | |                                                                         |
|                             |                                          | |                                                                         |
| 2024                        | Ivan Graziani – Per gli amici Numero Uno | IT8 (2 Wo.)IT | Erstveröffentlichung: 26. Januar 2024 Sammlung unveröffentlichter Titel |

Weitere Studioalben
- 1973: Desperation (als Rockleberry Roll)
- 1973: La città che io vorrei
- 1974: Tato Tomaso’s Guitars
- 1976: Ballata per 4 stagioni
- 1977: I lupi
- 1983: Ivan Graziani
- 1986: Piknic
- 1989: Ivangarage
- 1991: Cicli e tricicli
- 1994: Malelingue

### Livealben
| Jahr | Titel Musiklabel                      | Höchstplatzierung, Gesamtwochen, AuszeichnungChartsChartplatzierungen (Jahr, Titel, Musiklabel, Platzierungen, Wochen, Auszeichnungen, Anmerkungen) | Anmerkungen                                         |
| Jahr | Titel Musiklabel                      | IT | Anmerkungen                                         |
| ---- | ------------------------------------- | --- | --------------------------------------------------- |
| 1982 | Parla tu… Ivan Graziani dal vivo Sony | IT51 (2 Wo.)IT | Charteinstieg erst nach Wiederveröffentlichung 2015 |

Weitere Livealben
- 1980: Q Concert (EP; mit Ron und Goran Kuzminac)
- 1995: Fragili fiori… livan

### Kompilationen (Auswahl)
| Jahr | Titel Musiklabel                         | Höchstplatzierung, Gesamtwochen, AuszeichnungChartsChartplatzierungen (Jahr, Titel, Musiklabel, Platzierungen, Wochen, Auszeichnungen, Anmerkungen) | Anmerkungen                           |
| Jahr | Titel Musiklabel                         | IT | Anmerkungen                           |
| ---- | ---------------------------------------- | --- | ------------------------------------- |
| 2004 | Firenze-Lugano no stop BMG               | IT5 (15 Wo.)IT |                                       |
| 2017 | Rock e ballate per quattro stagioni Sony | IT19 (4 Wo.)IT | Erstveröffentlichung: 27. Januar 2017 |

### Singles
| Jahr | Titel Album                                  | Höchstplatzierung, Gesamtwochen, AuszeichnungChartsChartplatzierungen (Jahr, Titel, Album, Platzierungen, Wochen, Auszeichnungen, Anmerkungen) | Anmerkungen       |
| Jahr | Titel Album                                  | IT | Anmerkungen       |
| ---- | -------------------------------------------- | --- | ----------------- |
| 1977 | Lugano addio I lupi                          | IT19 (7 Wo.)IT | A-Seite: I lupi   |
| 1980 | Firenze (Canzone triste) Viaggi e intemperie | IT7 (20 Wo.)IT | B-Seite: Angelina |

Weitere Singles
- 1972: Dropout / True True (als Rockleberry Roll)
- 1973: Hi Jack / Give You All My Love (als Rockleberry Roll)
- 1973: Longer Is the Beach / Without Saying Good-Bye (als Ivan & Transport)
- 1976: Ballata per quattro stagioni / E sei così bella
- 1978: Pigro / Paolina
- 1979: Agnese / Taglia la testa al gallo
- 1981: Pasqua / Oh mamma mia
- 1981: Lontano dalla paura / Grande mondo
- 1982: Parla tu / Fuoco sulla collina
- 1984: Limiti (affari d’amore) / Geraldine
- 1985: Franca ti amo / Vento caldo
- 1989: La sposa bambina / Lugano addio
- 1990: Tutto il coraggio che hai / Guaglio’ guaglio’
- 1990: Sogno Rosso
- 2004: Non credere

## Bibliografie
- Arcipelago Chieti. Tracce, Pescara 1988.